# Osiride-Dioniso
Il termine Osiride-Dioniso è usato da alcuni storici della religione per indicare un gruppo di divinità adorate nella zona del Mar Mediterraneo nei secoli antecedenti all'era cristiana. È stato discusso il fatto che queste divinità fossero strettamente collegate e condividessero molte caratteristiche, soprattutto il fatto di essere divinità maschili, parzialmente umane e collegate con un ciclo di vita, morte e rinascita.

## Sincretismo antico
Osiride e Dioniso sono stati equiparati sin dal V secolo a.C. dallo storico Erodoto (si veda l'Interpretatio graeca). In epoca tardo antica, alcuni pensatori gnostici e neoplatonici hanno allargato questa equazione sincretista fino ad includere Aion, Adone, Attis, Mitra e altri dèi delle religioni misteriche. Il termine composto Osiride-Dioniso viene trovato all'inizio del primo secolo d.C., per esempio nell'Aegyptiaca di Ecateo di Abdera e nei lavori di Leone di Pella.
Con la crescita della cristianità alcuni polemisti pagani sostennero che le narrazioni relative a nascita e risurrezione di Cristo fossero rifacimenti della storia di Dioniso e di altri dei similari. Gli apologeti del Cristianesimo, quali Giustino controbatterono che, al contrario, questi culti misterici erano delle degenerazioni delle profezie bibliche in merito al messia ebraico, benché né Osiride né Dioniso abbiano molte somiglianze con tali profezie.
Ebrei quali Filone di Alessandria osservarono delle somiglianze e postularono che i religiosi pagani avessero preso in prestito le loro religioni da quella ebraica, cosa improbabile visto che lo stesso Ebraismo potrebbe aver ricevuto influenze da Induismo e Zoroastrismo e forse anche da altre pratiche religiose con origini antecedenti al primo (a tale proposito vedere anche ipotesi documentale).

## Era moderna
Nel diciannovesimo secolo, l'idea di un culto pan-mediterraneo di un dio che muore e rinasce fu usata da Alexander Hislop nel suo trattato anti-cattolico The Two Babylons. Hisplop argomentava che il cattolicesimo apostolico romano non sarebbe stato basato sul racconto biblico bensì sui culti pagani della dea madre e il suo figlio sofferente (ad es. Cibele ed Attis). Autori più tardi, quali Peter Gandy e Timothy Freke, estesero questa linea di ragionamento includendo, oltre alla religione cattolica, la cristianità in generale. Nel loro testo The Jesus Mysteries si sostiene che Cristo non sarebbe stato una figura storica, ma piuttosto una figura mitica, concepita nello stesso solco pan-mediterraneo che avrebbe dato vita ai culti di Osiride, Dioniso e altre figure similari. Queste tesi, in ogni caso, sono rimaste minoritarie nella cultura storica cristiana. D'altra parte degli accademici accettano alcuni, più limitati, meticciati pagani-cristiani, quali l'iconografia di Orfeo e Mitra applicate a Cristo nella prima arte cristiana.